# Homalanthus giganteus
Homalanthus giganteus är en törelväxtart som beskrevs av Heinrich Zollinger och Alexandre Moritzi. Homalanthus giganteus ingår i släktet Homalanthus och familjen törelväxter. Inga underarter finns listade i Catalogue of Life.